# Florian Kahllund
Florian Kahllund (Rendsburg, 7 giugno 1993) è un arciere tedesco.

## Palmarès
- Giochi olimpici

Parigi 2024: argento nella gara a squadre mista.
- Mondiali

Città del Messico 2017: argento nella gara a squadre mista.
- Europei

Echmiadzin 2014: oro nella gara individuale e argento nella gara a squadre.